# Proklos (patriarcha Konstantynopola)
Proklos (zm. 446) – wczesnochrześcijański pisarz i teolog, arcybiskup Konstantynopola w latach 434–446.

## Życiorys
W 426 został wyświęcony na biskupa Kyziku, jednak gmina tego miasta nie uznała go. Jako patriarcha działał na rzecz załagodzenia sporów wokół nauki Teodora z Mopsuestii. Wprowadził do liturgii Trisagion.
Jego zachowana spuścizna pisarska obejmuje Kazania, siedem listów (między innymi List do Ormian) oraz dziełko O przekazywaniu Boskiej Liturgii (De Traditione Divinae Missae), w którym wyraża opinię, że liturgie apostolskie były bardzo długie, następnie w ciągu wieków je skrócono, by pomóc zachować skupienie mniej gorliwym pokoleniom chrześcijan. F.J. Leroy w 1962 r. podał w wątpliwość autentyczność autorstwa Proklusa.